# مرغ کریچ‌ساز رگه‌دار
مرغ کریچ‌ساز رگه‌دار (نام علمی: Amblyornis subalaris) نام یک گونه از سرده کودن‌مرغ است.